# Hellfire Warrior
Hellfire Warrior est un jeu vidéo de rôle développé par Jon Freeman et Jeff Johnson et publié par Automated Simulations en 1980 sur Apple II, Commodore PET et TRS-80. Il fait partie de la série Dunjonquest et fait suite à Temple of Apshai (1979). Le jeu se déroule dans un univers médiéval-fantastique dans lequel le joueur incarne un héros chargé de retrouver la reine Brynhild dans un donjon, puis de la ramener à la surface. Le donjon est composé de quatre niveaux qui suivent ceux du jeu original et sont donc numéroté de cinq à huit. Le premier est habités par des insectes géants, le second est un labyrinthe, le troisième est envahi de squelettes, de goules, de momies et de fantômes. Pour les combattre, le joueur peut équiper son personnage de différents types d’armes, d’armures et de bouclier,,. Il peut également trouver des potions qui lui permettent d’améliorer temporairement les caractéristiques du héros. Le jeu bénéficie de deux extensions, publiées sur Apple II : The Keys of Archeron (1981) et Danger in Drindisti (1982). Dans la première, le joueur explore quatre nouveaux niveaux à la recherche de quatre pierres précieuses gardées par des démons. Le héros est envoyé dans chaque niveau par le magicien Abosandrus et, après avoir atteint son objectif, doit trouver un portail afin de revenir à son point de départ. La seconde est également constituée de quatre niveaux et d’une centaine de pièces.